# Kg m/40
La Kg m/40 era una mitragliatrice leggera svedese utilizzata durante la seconda guerra mondiale dall'esercito svedese e, in misura minore, dall'esercito tedesco.

## Storia
Nel 1940 la Svezia, consapevole della mancanza di mitragliatrice leggere in servizio, acquisì la licenza per la produzione una mitragliatrice leggera poco conosciuta sviluppata da Hans Lauf in Germania negli anni trenta. L'arma, camerata per il 7,92 mm Mauser veniva prodotta per conto della Knorr-Bremse in Austria, dalla Steyr. La Germania ne comprò alcuni modelli, sotto la denominazione MG 35/36, ma l'arma si rivelò altamente inaffidabile e venne quindi adottata come semplice arma d'addestramento. La Svenska Automatvapen AB cominciò a produrre l'arma su licenza ed in breve il prodotto venne acquisito dall'esercito svedese con la denominazione Kg m/40. Dal 1940 al 1943, circa 5.000 armi venne consegnate all'esercito, ma la scarsa affidabilità dell'arma fece sì che esse vennero in breve cedute alla Guardia nazionale svedese (da cui furono abbandonate subito dopo la guerra in favore di armi migliori).

## Tecnica
Il progetto del Kg m/40 parte dalla mitragliatrice tedesca Knorr-Bremse MG 35/36, a cui vennero apportate alcune modifiche. Il calibro venne modificato per adattarlo alle munizioni svedesi, il fuoco semiautomatico venne eliminato e l'alloggiamento del caricatore adattato ai caricatori della versione svedese del B.A.R. (m/21 o m/37). Vennero poi aggiunti una maniglia per il trasporto e un bipiede ripiegabile, entrambi agganciati alla canna e al tubo per i gas. Gli organi di mira vennero sostituito per rientrare negli standard svedesi sulle mire metalliche.